# Le Thieulin
Le Thieulin är en kommun i departementet Eure-et-Loir i regionen Centre-Val de Loire strax norr om centrala Frankrike. Kommunen ligger i kantonen La Loupe som tillhör arrondissementet Nogent-le-Rotrou. År 2022 hade Le Thieulin 427 invånare.

## Befolkningsutveckling
Antalet invånare i kommunen Le Thieulin
Referens:INSEE